# Wittmoldt
Wittmoldt ist eine Gemeinde im Kreis Plön in Schleswig-Holstein.

## Geografie

### Lage
Die Gemeinde Wittmoldt liegt (grob) am nördlichen Ufer vom Kleinen Plöner See und der nach Norden hier abfließenden Schwentine.

### Ortsteile
Zur Gemeinde Wittmoldt gehören neben dem namenstiftenden Dorf ebenso die Häusergruppe Eichhorst, die Güter Hof Wittmoldt und Güsdorf sowie Wittmoldt Siedlung als weitere Wohnplätze.

### Nachbargemeinden
Das Gemeindegebiet von Wittmoldt wird umringt von:
| Wahlstorf |                                             | Lehmkuhlen   |
|           | Kompassrose, die auf Nachbargemeinden zeigt | Rathjensdorf |
|           | Plön                                        |              |

## Geschichte

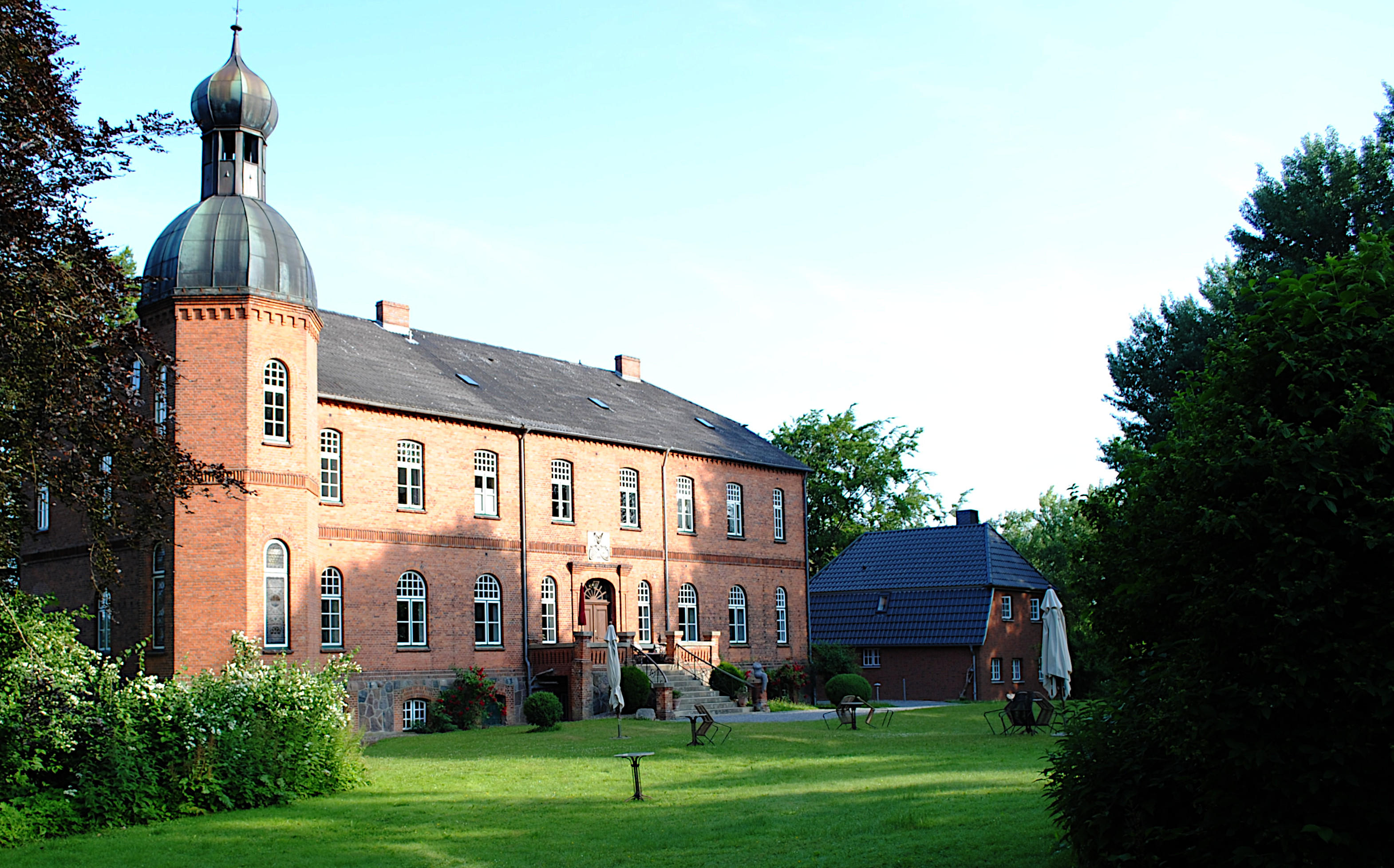
Herrenhaus auf Gut Wittmoldt (erbaut 1895/96)

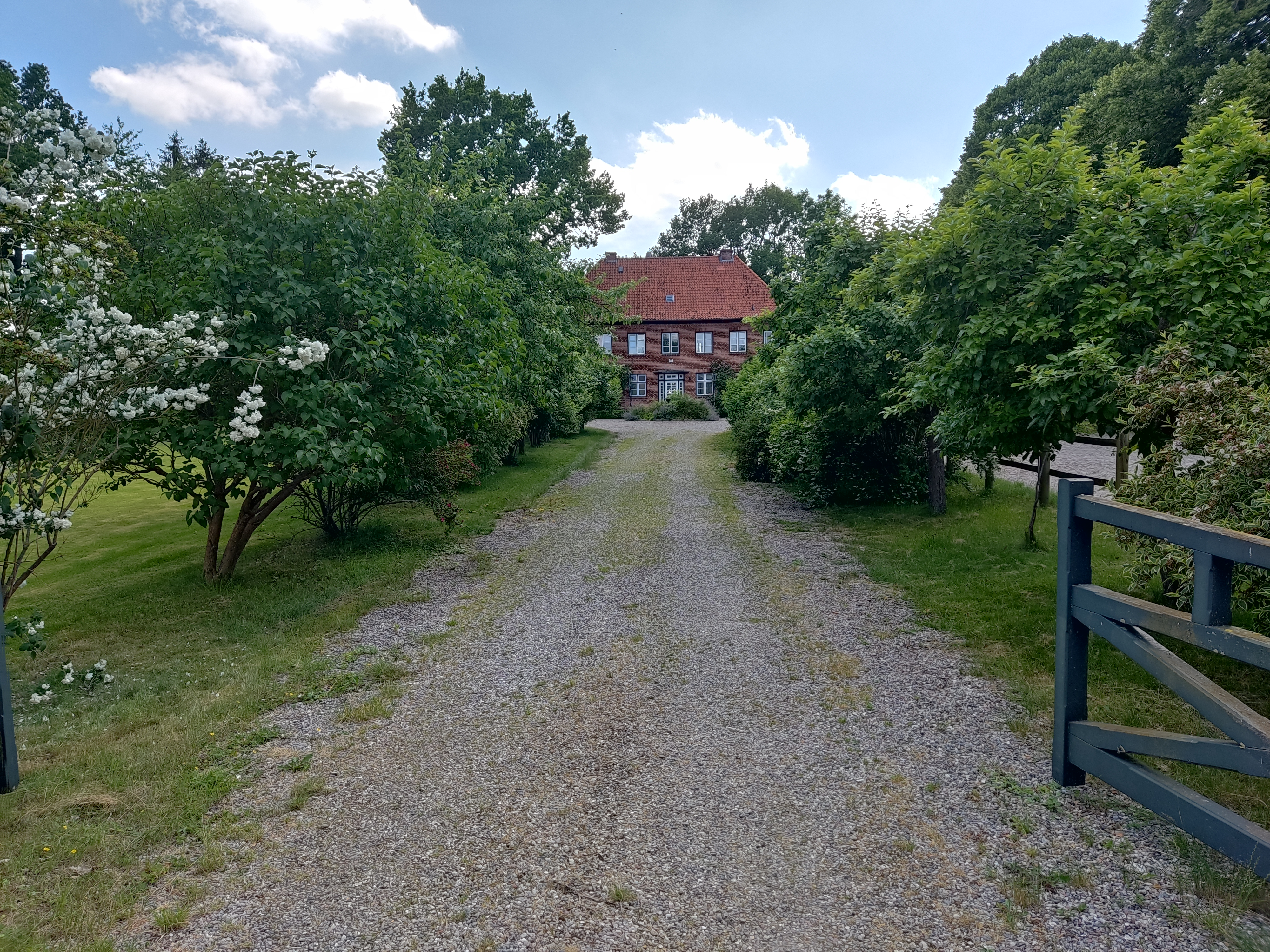
Herrenhaus Hof Güsdorf (erbaut 1928)

Wittmoldt wurde 1281 zuerst als „Wotmolte“ urkundlich erwähnt. Der Name ist altpolabischen Ursprungs und bezieht sich auf die „Tiefe im Fluss“.
Von der früheren Wittmoldter Waldglasherstellung sind heute Reste in der norddeutschen Glassammlung im Museum des Kreises Plön erhalten.
Die Gutshöfe Wittmoldt und Güsdorf stammen in ihrer heutigen Form aus der Zeit um 1800. Die ehemalige Meierei auf Gut Wittmoldt wurde ca. 1780 erbaut, das Torhaus 1808 und das Gutshaus 1895, während das Gutshaus Güsdorf 1928 errichtet wurde. Die ehemalige Landarbeitersiedlung mit Backsteinfachwerkkaten, die heute den Ortskern von Wittmoldt ausmacht, wurde ebenfalls um 1800 gebaut. Vermutlich prominentester Gast auf dem Gut Wittmoldt war, nach seiner Entlassung aus der Festungshaft in Olmütz, für einige Tage der Marquis de La Fayette. Später hielt sich die norddeutsche Zeichnerin und Kinderbuchautorin Fanny von Bernstorff auch auf Gut Wittmoldt auf.
Der Gutshof Wittmoldt lag ursprünglich auf einer Insel. Um 1750 wurde eine feste Verbindung zum Ufer erstellt, da der Plöner Herzog alle Inseln in den Seen als Eigentum für sich beanspruchte. Erst seit dem Bau der Chaussee von Preetz nach Plön ist Wittmoldt auch landseitig erschlossen: Bis 1863/64 war die Fähre von der Gutsinsel nach Dörnick die einzige Verkehrsverbindung. Die heutige Verbindungsstraße wurde Mitte der 1960er Jahre asphaltiert.
Die frühesten schriftlich fassbaren Besitzer stammten aus dem Geschlecht der „progenis Molt“ (auch „Vodmolde“, „wetmolde“, „gotmolde“). In einer Schenkungsurkunde an das damals noch katholische Kloster Reinfelde ist in den 1340er Jahren von einem Ritter Gerlach Wotemoldt die Rede. Über ca. 250 Jahre gehörte das Gut der Familie Ahlefeldt. Johann von Ahlefeldt (1399–1463) aus Søgård, als Hauptgläubiger des Königs sehr wohlhabend. Er besaß auch Lehmkuhlen sowie mehrere Höfe bei Preetz und Itzehoe und war Lehensherr der Dörfer Nettelsee und Löptin. Vom dänischen König Christian I. erhielt er beträchtliche Gebiete in Dänemark und Schleswig als Pfand. Er machte reiche Schenkungen an Klöster und Kirchen. Sein Sohn Benedikt von Ahlefeldt (1440–1500) war noch wohlhabender als sein Vater. Die letzte Ahlefeldt auf Gut Wittmold war Mette Volfsdatter von der Wisch (1575–1640) von Gut Fresenhagen, Witwe von Henrik von Ahlefeldt (1570–1631). Der unverheiratete Sohn Johann von Ahlefeldt (1593–1634) starb ebenfalls vor ihr. Sie verkauft das Gut und zog nach Kiel. Der Kaufvertrag ist erhalten geblieben und gibt einen detaillierten Einblick in die Verhältnisse eines Gutshofs im 17. Jahrhundert. 1891 kaufte Friedrich Gustav von Bülow das Gut Wittmoldt für seinen Sohn Gustav, der 1895 das heute noch bestehende Gutshaus im Stile des Historismus bauen ließ. Der Besitz wird in heute zum therapeutischen Reiten und für Gästehäuser genutzt.
Wittmoldt verfügte bis 1969 über eine Dorfschule, deren Struktur und Abläufe als Beispiel für eine Zwergschule von ihrem letzten Lehrer dokumentiert wurden.
Die heutige Gemeinde Wittmoldt ging aus dem gleichnamigen Gutsbezirk hervor. Dort waren bei der Volkszählung im Dezember 1910 156 Einwohner verzeichnet.

## Politik

### Gemeindevertretung
Bei der Kommunalwahl am 14. Mai 2023 wurden insgesamt sieben Sitze vergeben. Von diesen erhielt die Wahlgemeinschaft Wittmoldt fünf Sitze und die SPD zwei Sitze.

### Wappen
Blasonierung: „Von Blau und Gold im Wellenschnitt erhöht geteilt. Oben ein silbernes Boot, unten eine grüne Glasflasche (Bocksbeutel) mit Siegel, begleitet von je zwei grünen Glassiegeln rechts und links.“

## Wirtschaft und Infrastruktur
Die Gemeinde ist landwirtschaftlich geprägt, 78 % der Gemeindefläche sind Landwirtschaftsfläche, weitere 17 % Wald- und Wasserflächen. Im Gebiet der Güsdorfer Teiche (seit 1993 im Besitz der Marius-Böger-Stiftung) liegt mit 392 Brutpaaren (2012) das größte Binnenland-Brutgebiet des Kormorans in Schleswig-Holstein.
In Wittmoldt gibt es mehrere landwirtschaftliche Betriebe für Milchwirtschaft und Ackerbau, einen Landmaschinenbetrieb sowie ein Ausbildungsgestüt des ehemaligen Weltklassespringreiters Peter Luther.
Am östlichen Rand des Gemeindegebietes verläuft die Bundesstraße 76. Außerdem führen die Europäischen Fernwanderwege E1 und E6 durch Wittmoldt.

## Persönlichkeiten
- Horst Jungmann (* 1940), Politiker
- Peter Luther (1939–2024), Springreiter
- Thieß Luther (* 1964), Springreiter